# Aarno Voipio
Aarno Veikko Voipio, född den 18 augusti 1928 i Helsingfors, död den 11 februari 1990 i Asikkala, var en finländsk oceanograf. Han var son till Aarni Voipio.
Voipio blev filosofie doktor 1959. Han var 1955–1958 assistent vid Helsingfors universitet (docent i fysikalisk kemi 1962–1970). År 1959 anställdes han vid Havsforskningsinstitutet, 1972–1975 var han chef för dess avdelning för allmän oceanografi och från 1975 till sin död verkade han som överdirektör för institutet.
Voipio hade en central ställning i det internationella samarbetet för att skydda Östersjön mot nedsmutsning, bland annat som ordförande i den så kallade Helsingforskommissionen 1980–1984. 